# フェルミバブル

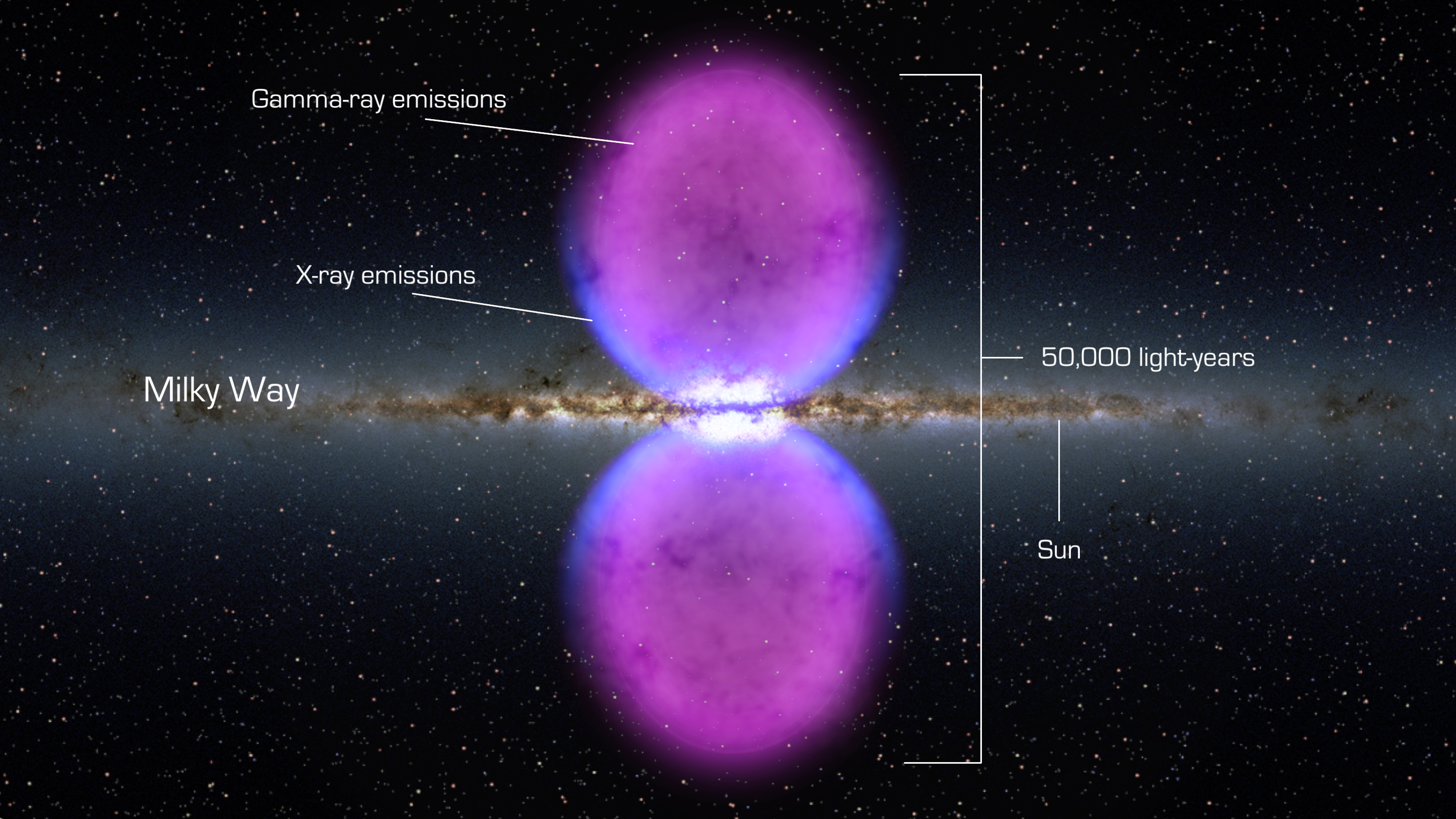
フェルミバブル

フェルミバブル（英語: Fermi Bubble）は、2010年にフェルミガンマ線宇宙望遠鏡によって発見された巨大な泡状の構造。銀河面から上下に合計約5万光年の長さがあり、強烈なガンマ線を発射する。銀河系の中心にある巨大ブラックホールから放出される多量のエネルギー（宇宙ジェット）との関連性が推測されているが、超新星の爆発がフェルミバブル発生の原因とする説もある。